# Poecilocalyx
Poecilocalyx là một chi thực vật có hoa trong họ Thiến thảo (Rubiaceae).

## Loài
Chi Poecilocalyx gồm các loài: